# Saint-Aubin-la-Plaine
Saint-Aubin-la-Plaine – miejscowość i gmina we Francji, w regionie Kraj Loary, w departamencie Wandea.
Według danych na rok 1990 gminę zamieszkiwały 292 osoby, a gęstość zaludnienia wynosiła 25 osób/km² (wśród 1504 gmin Kraju Loary Saint-Aubin-la-Plaine plasuje się na 989. miejscu pod względem liczby ludności, natomiast pod względem powierzchni na miejscu 933.).